# Coffea boiviniana
Coffea boiviniana är en måreväxtart som först beskrevs av Henri Ernest Baillon, och fick sitt nu gällande namn av Emmanuel Drake del Castillo. Coffea boiviniana ingår i släktet Coffea och familjen måreväxter.

## Underarter
Arten delas in i följande underarter:
- C. b. boiviniana
- C. b. drakei